# Пюцюлю, Бруно
Бруно Пюцюлю (фр. Bruno Putzulu; род. 24 мая 1967, Тутенвиль) — французский актёр и певец.

## Биография
Бруно Пюцюлю родился и вырос в Тутенвиле. Увлекался футболом и боевыми искусствами, в 1990 году поступил учиться в Высшей национальной консерватории драматического искусства, а затем с 1994 по 2003 год учился в Комеди Франсез. 
Был рекомендован Бертраном Тавернье для фильма «Приманка». 
С 1990 по 2002 год выступал в Комеди Франсез. В 2003 году он снялся в фильме Антуана де Кона «Месье N.». 
В 2010 году Пецюлю выпустил свой альбом «Drôle de monde», в котором он сам писал тексты песен.

## Фильмография

### Художественные фильмы
- 1994 — Emmène-moi
- 1994 — Джефферсон в Париже
- 1995 — Приманка / L’Appât
- 1995 — Marie-Louise ou la Permission
- 1995 — Mécaniques célestes
- 1995 — Les Aveux de l'innocent
- 1995 — Un héros très discret
- 1997 — Petits Désordres amoureux
- 1998 — Une minute de silence
- 1998 — Pourquoi pas moi ?
- 1998 — Le Sourire du clown
- 1999 — Les Passagers
- 1999 — Les gens qui s'aiment
- 1999 — Virilité
- 1999 — De l'amour
- 2001 — Хвала любви
- 2001 — (Entre nous)
- 2001 — Irène
- 2001 — Lulu
- 2002 — Lilly's Story
- 2003 — Les Clefs de bagnole
- 2003 — Dans le rouge du couchant
- 2003 — Monsieur N.
- 2003 — Père et fils
- 2003 — Holy Lola
- 2003 — Tout pour l'oseille
- 2004 — Les gens honnêtes vivent en France / La gente honrada
- 2004 — Belhorizon
- 2006 — Dans les cordes
- 2007 — La Fabrique des sentiments
- 2014 — L'Art de la fugue
- 2016 — Sélection officielle

### Короткометражные фильмы
- 1996 — Nord pour mémoire, avant de le perdre
- 1998 — Le Réceptionniste
- 2000 — Guedin

### ТВ-фильмы
- 1997 — La Famille Sapajou
- 1999 — Georges Dandin
- 2002 — La Tranchée des espoirs
- 2003 — La Place de l'autre
- 2004 — Le Temps meurtrier
- 2006 — Un amour de fantôme
- 2006 — Chez Maupassant : Deux amis
- 2007 — Le Diable en embuscade